# Nototheniops nybelini
Nototheniops nybelini är en fiskart som först beskrevs av Balushkin, 1976.  Nototheniops nybelini ingår i släktet Nototheniops och familjen Nototheniidae. Inga underarter finns listade i Catalogue of Life.